# Diane d'Andoins
Pour les articles homonymes, voir Corisande.
Diane d'Andoins (ou d'Andouins), dite « la belle Corisande », comtesse de Guiche, née en 1554 à Hagetmau où elle est morte en février 1620, est surtout connue pour avoir été, entre 1582 et 1591, la maîtresse du roi de Navarre Henri III, devenu le roi de France Henri IV en 1589.

## Biographie

### Origines familiales et formation
Elle est la fille de Paul, baron d'Andoins, seigneur de Lescar, vicomte puis comte de Louvigny, et de Marguerite de Cauna. Elle est alors une des plus riches héritières du Béarn.

### Mariage avec Philibert de Gramont (1567-1580)
Émancipée le 6 août 1567, elle épouse Philibert de Gramont (1552-1580) qui a alors 15 ans, sénéchal de Béarn, comte de Gramont et de Guiche, vicomte d'Aster et de Louvigny, seigneur de Lescure, gouverneur de Bayonne, le 21 novembre 1568. Philibert meurt d'une blessure en 1580 au siège de La Fère en Picardie et Diane se retrouve veuve à 26 ans.
Elle est la mère d'Antoine II, premier duc de Gramont (né vers 1572-1644), et d'une fille, Catherine.
Femme réputée d'une grande beauté et d'une culture étendue, qui a notamment été en relation avec Montaigne, elle s'éprend de littérature courtoise. C'est dans le roman de chevalerie Amadis de Gaule qu'elle trouve une héroïne à qui elle s'identifie, au point d'adopter son nom : « Corisande ».

### Amie d'Henri de Navarre (1582-1591)
Henri III de Navarre, alors chef des protestants de France (avec le titre de Protecteur), gouverneur de Guyenne, séjourne le plus souvent à Nérac, capitale de ses terres d'Albret ; vers 1580, il y passe plusieurs mois avec son épouse Marguerite de Valois.
Diane, catholique, est cependant l'amie de la protestante Catherine de Bourbon, sœur d'Henri, régente de la vicomté de Béarn en l'absence de son frère, et, comme leur mère Jeanne d'Albret, calviniste assez rigoureuse.
Henri rencontre Diane à l'occasion d'un séjour à Pau, au début des années 1580, et il la courtise assidûment. Elle est probablement à l'origine de la disgrâce en 1582 de Françoise de Montmorency-Fosseux, alors la maîtresse du Vert-Galant.
Elle va avoir une grande influence sur lui entre 1582 et 1590, car, à la différence de ses autres maîtresses, il l'associe à ses affaires, ce qui inquiète certains de ses proches de religion protestante.
En 1584, il devient héritier présomptif du royaume de France après la mort de François d'Anjou ; il se heurte alors à l'opposition violente de la Ligue catholique. En 1589, il devient (théoriquement) roi de France à la mort d'Henri III, mais va encore devoir faire la guerre pendant des années avant de pouvoir entrer à Paris (après avoir abjuré le protestantisme), puis être sacré à Chartres.
Durant cette période, elle vend pour lui ses diamants, engage ses biens, et va jusqu'à lui envoyer des levées de 20 000 Gascons, enrôlés à ses frais.
Après lui avoir écrit « avec son sang » la promesse de l'épouser, selon une anecdote rapportée par Agrippa d'Aubigné, Henri ne tient pas parole.
Certains généalogistes indiquent un fils, Antonin, né de cette liaison, mais cette information est douteuse.

### Après la rupture (1591-1620)
Elle meurt en février 1620 dans son château d'Hagetmau.